# Мур, Джон Эдмунд
Джон Эдмунд Мур (англ. John Edmund Sharrock Moore; 10 мая 1870 — 15 января 1947) — британский биолог и зоолог, путешественник, исследователь Африки, преподаватель, научный писатель. Более всего известен предпринятыми им двумя экспедициями в Танганьику.

## Биография
Джон Эдмунд Мур родился в Свиншу (Ланкашир) в семье хлопкоторговца. С 1878 года его отец работал в угольной компании и перевёз семью в Саутгемптон. Образование получил в Тонбриджской школе в Кенте, а затем в Королевском колледже науки в Южном Кенсингтоне. В 1892 году первым ввёл в биологическую науку термин «синапсис», в 1905 году — термин «мейоз». С 16 октября 1893 по 9 июня 1894 года работал в Зоологическом институте (англ. Stazione Zoologica) в Неаполе. Возглавлял первую и вторую экспедиции в Танганьику (1894—1897 и 1899—1900 годы).
В 1899 году во время исследования фауны озера Танганьика обнаружил, что из всех внутренних африканских озёр только оно населено видами морской фауны, и построил гипотезу, что это озеро когда-то простиралось далеко в долину Конго и соединялось с океаном. Его спутником Фергюсоном было исправлено неточное обозначение границ озера, которое на самом деле расположено на 1/2 градуса западнее, чем считалось до того времени. От северной оконечности Танганики прошёл к озеру Киву и Альберт-Ньянза и поднялся на горный хребет Рувензори до 5030 м высоты, доказав тем самым существование в Африке постоянных ледников, откуда спустился в Уганду (1900). В 1900 году вернулся на родину и был награждён за свои открытия золотой медалью Хаксли (англ. Huxley Gold Medal) от Королевского колледжа науки (англ. Royal College of Science).
В 1904 году Джон Эдмунд Мур женился, в 1906 году был назначен профессором экспериментальной и патологической цитологии в Ливерпульском университете, но уже в 1908 году вышел в отставку после смерти отца. В 1911 году вместе с женой, сыном и четырьмя своими сёстрами переехал в Чизвик, в 1920 году поселился на острове Треско; в 1927 году умерла его жена.
Джон Эдмунд Мур скончался от сердечной недостаточности в больнице в Западном Корнуолле.
Работы его авторства: «Tanganika and the countries north of it» (Лондон, 1901); «To the mountains of the Moon» (1901) и «The Tanganyika problem» (1902).